# Pó
Pó es una freguesia portuguesa del municipio de Bombarral, con 5,68 km² de superficie y 945 habitantes (2001). Su densidad de población es de 165,5 hab/km².